# Рабочий посёлок Малое Козино
Рабочий посёлок Малое Козино — административно-территориальное образование и одноимённое муниципальное образование (городское поселение) в Балахнинском районе Нижегородской области России.
Административный центр — рабочий посёлок Лукино.

## История
Статус и границы городского поселения установлены Законом Нижегородской области от 15 июня 2004 года № 60-З «О наделении муниципальных образований — городов, рабочих поселков и сельсоветов Нижегородской области статусом городского, сельского поселения».

## Население
| 2002  | 2008  | 2009  | 2010  | 2011  | 2012  | 2013  |
| ----- | ----- | ----- | ----- | ----- | ----- | ----- |
| 837   | ↘776  | ↗780  | ↘777  | ↗6417 | ↗6446 | ↗6694 |
| 2014  | 2015  | 2016  | 2017  | 2018  | 2019  | 2020  |
| ↗6803 | ↗6932 | ↗7069 | ↗7089 | ↘7044 | ↘6983 | ↘6934 |

## Состав
| № | Населённый пункт | Тип населённого пункта | Население |
| - | ---------------- | ---------------------- | --------- |
| 1 | Лукино           | рабочий посёлок        | ↘3484     |
| 2 | Малое Козино     | рабочий посёлок        | ↗932      |
| 3 | Первое Мая       | рабочий посёлок        | ↘1909     |